# Яхт-клуб (Таганрог)

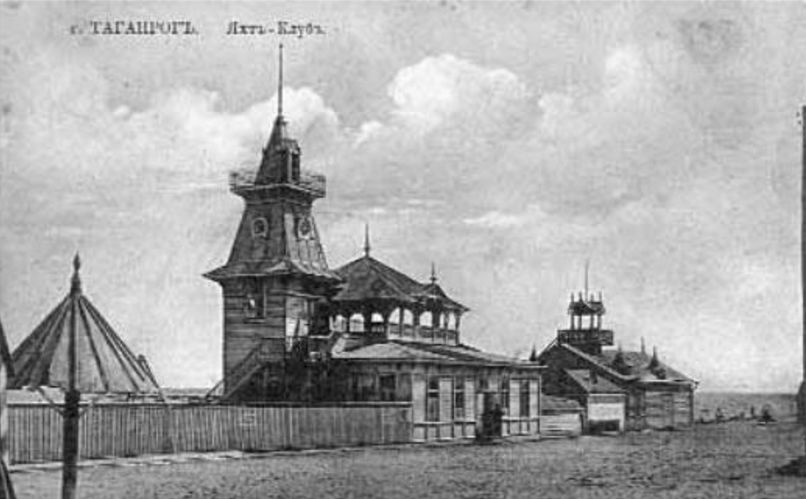

Яхт-клуб — двоповерхова будівля в місті Таганрозі на березі Таганрозької затоки.
Адреса: м. Таганрог, вул. Портова, 1-2.

## Історія
Таганрозький яхт-клуб заснований в 1908 році на зборах в Комерційному клубі, там же спочатку знаходилося його правління. Перша дерев'яна будівля для Яхт-клубу побудована в 3-й чверті ХІХ століття. Будівлю збудовано на кошти «Російського товариства пароплавства і торгівлі». Поруч з клубом перебували пристань і агентство пароплавства.
Дерев'яна будівля мала оригінальну архітектуру з шатровими башточками і балконами. На балкони вели кручені сходи з фігурними балясинами. В будівлі був ресторан і більярд. Ресторан у Яхт-клубі розташовувався на воді в гавані. До революції членами яхт-клубу були представники привілейованого стану. Вхід в клуб відбувався тільки за рекомендацією членів клубу, вхідна плата становила двадцять п'ять копійок. У 1910 році ресторан утримував Т. Новомлинский, в ресторані щодня грав оркестр.
В яхт-клубі було близько двадцяти шлюпок, на яких охочі могли здійснювати прогулянки по затоці, тут же стояли стояли приватні яхти і катери. У святкові дні в клубі організовували екскурсії на шлюпках до дачі Кулжинского і до міського саду.

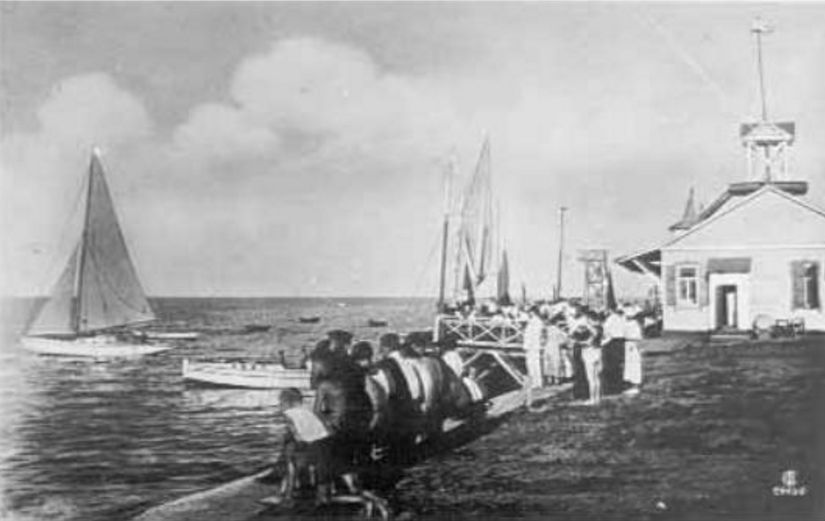
Яхт-клуб, 1936 р.

У 1930-1950-і роки в яхт-клубі тренувалися спортсмени — майстри вітрильного та гребного спорту. У січні 1950 року Республіканський комітет у справах фізкультури та спорту ухвалив рішення про будівництво в Таганрозі 1-ї черги нового яхт-клубу. Нова будівля побудована до 1952 року на місці знесеного старого будинку.
Нова будівля обладнана кают-компанією, там були конференц-зал, навчальні класи, буфет. Був також оглядовий майданчик і вежа.
В даний час новий яхт-клуб є республіканською спортивною організацією. З 1948 року тут щорічно проводяться нічні перегони на приз газети «Таганрозька правда», Всеросійські гонки на різних яхтах, включаючи крейсерські.